# Dunia Engine
Dunia Engine ist eine Spiel-Engine, die von Ubisoft Montreal speziell für die Far-Cry-Reihe entwickelt wird und ausschließlich von Spielen dieser Serie eingesetzt wird. Das Wort „Dunia“ stammt aus dem Arabischen und bedeutet „Welt“ oder „Erde“. Das neueste Spiel, welches auf dieser Engine basiert, ist Far Cry 6, ein Open-World Ego-Shooter von Ubisoft Montreal in Zusammenarbeit mit Ubisoft Kiew, Ubisoft Romania, Ubisoft Schanghai.

## Verwendung und Entwicklung
Im Juli 2007 kündigte das Unternehmen Ubisoft offiziell an, das Computerspiel Far Cry 2 auf Grundlage der neuen Dunia Engine zu entwickeln. Lediglich zwei bis drei Prozent der CryEngine 1 werden laut einem Interview mit dem Senior Produktmanager Michiel Verheijdt in der Dunia-Engine wiederverwendet. Am 4. Januar 2008 gab Ubisoft bekannt auch eine Xbox-360- und Playstation-3-Version des Spieles zu veröffentlichen. Das Spiel wurde in Europa am 24. Oktober 2008 für Windows, Playstation 3 und Xbox 360 veröffentlicht. Am 5. November 2008 wurde ein Patch mit teilweise verbesserter Engine herausgegeben.

## Technische Daten
Die Dunia Engine besitzt zahlreiche Features, unter anderem:
- Unterstützung von Spielkonsolen, wie Microsofts Xbox 360 und Sonys Playstation 3
- zerstörbare Umgebungen
- dynamisches Wetter
- dynamische Feuervermehrung (beeinflusst durch Wettersystem)
- dynamische Vegetation [engl.: RealTree] (einschließlich Wachstum und Nachwuchs von Pflanzen)
- Tag- und Nachtzyklen
- dynamisches Soundsystem
- „Non-scripted AI“
- Ausstrahlung oder Absonderung diverser Lichter
- amBX-Technologie von Philips für spezielle Effekte

Dunia Engine kann sowohl auf Windows Vista auf DirectX 10, als auch auf DirectX 9 laufen. Dunia Engine ist weniger Hardware-anspruchsvoll als CryEngine 2, eine ähnliche Spiel-Engine, entwickelt von Crytek.

## Karteneditor
Das Programm hat einen Karteneditor mit dem die Level oder Missionen erstellt werden.

## Spiele auf der Basis der Dunia Engine
- Far Cry 2 (2008; Windows, PlayStation 3, Xbox 360)[3]
- Far Cry 3 (2012; Windows, PlayStation 3, Xbox 360)[4]
  - Far Cry 3: Blood Dragon (2013; Windows, PlayStation 3, Xbox 360)[5]
- Far Cry 4 (2014; Windows, PlayStation 4, PlayStation 3, Xbox One, Xbox 360)[6]
- Far Cry Primal (2016; Windows, PlayStation 4, Xbox One)[7]
- Far Cry 5 (2018; Windows, PlayStation 4, Xbox One, Google Stadia)[8]
- Far Cry New Dawn (2019; Windows, PlayStation 4, Xbox One, Google Stadia)
- Far Cry 6 (2021; Windows, Xbox Series, PlayStation 4, Amazon Luna, PlayStation 5, Xbox One, Google Stadia)